# توماس فریزر-هولمس

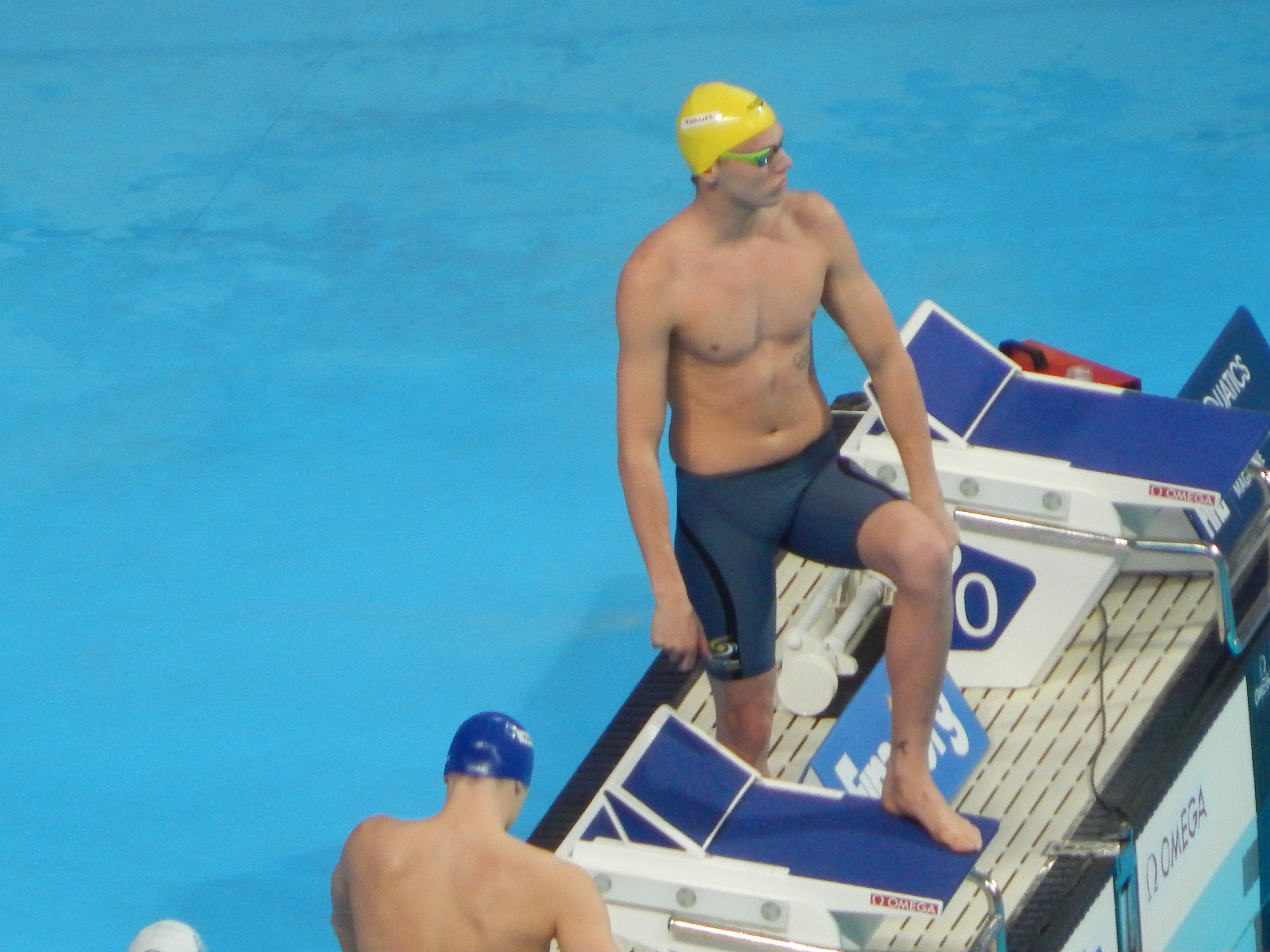
توماس فریزر-هولمس

توماس فریزر-هولمس (به انگلیسی: Thomas Fraser-Holmes) (زادهٔ ۹ اکتبر ۱۹۹۱) شناگر اهل استرالیا است.